# Wallfahrtskapelle Valiertegg

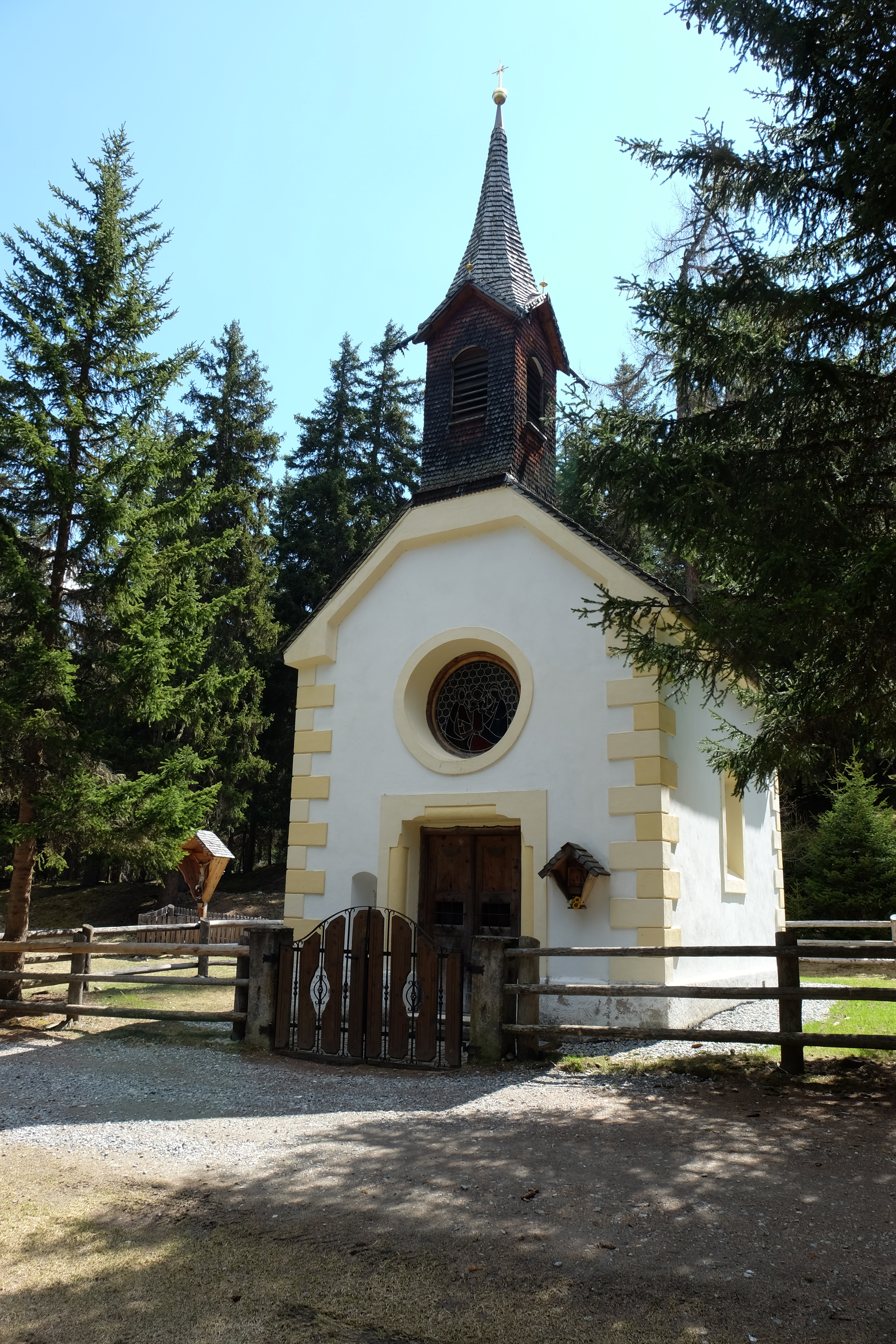
Kapellenansicht

Die Wallfahrtskapelle Unsere Liebe Frau im Valliertegg (auch „Valiertegg“ oder „Vallierteck“ geschrieben) ist eine Wallfahrtskapelle nahe dem Dorf Reschen am See in der Gemeinde Graun im Vinschgau in Südtirol. Sie ist seit 1916 der Diözese Brixen angegliedert; vorher gehörte sie zum Bistum Chur. Die Kapelle wurde 1885/86 erbaut und am 23. April 1982 unter Denkmalschutz gestellt.
Diese Kapelle ist ein auch für Touristen beliebter Wallfahrtsort des oberen Vinschgaus, zu dem ein 1895 errichteter Kreuzweg vom Dorf Reschen aus über einen steilen, aber asphaltierten Waldweg hinaufführt.

## Geschichte

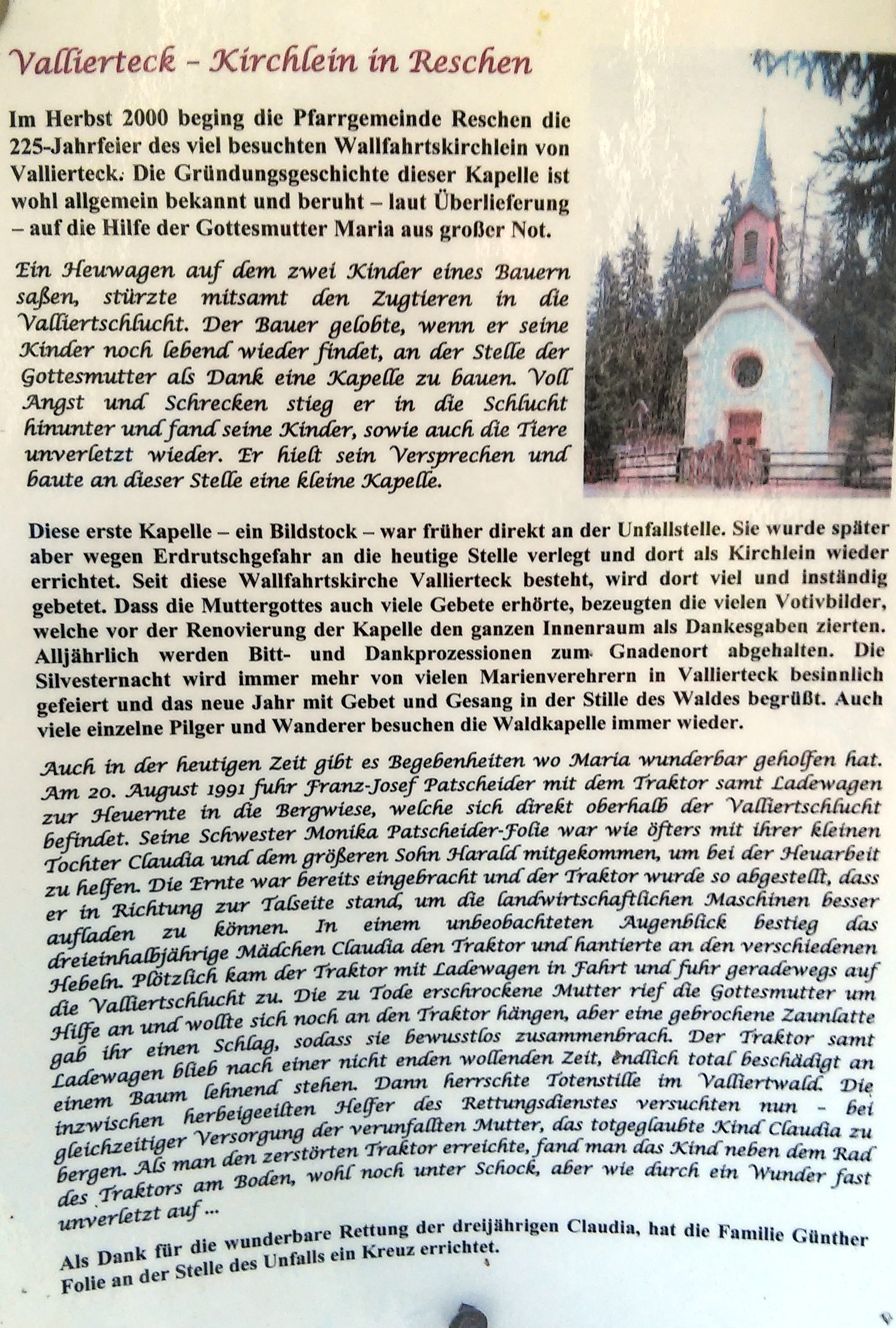
Infotafel

Anlass der Errichtung einer Gedenkstätte war laut mündlicher Überlieferung ein Unfall aus dem Jahr 1775. Ein örtlicher Bauer hatte die Heuernte auf einer Bergwiese oberhalb der Valliertschlucht eingeholt und sie auf seinen abgestellten Heuwagen mit vorgespannten Zugtieren geladen. Seine beiden Kinder nahmen auf dem Heu Platz, um es zu beschweren. Aus unerklärlichen Gründen nahm der Heuwagen ohne den Bauer unkontrolliert Fahrt auf, kam vom Weg ab und stürzte in die angrenzende, aber nicht allzu steile Valliertschlucht.
Noch im gleichen Moment gelobte der Bauer einen Bildstock zu errichten, wenn seine Kinder das Unglück überleben sollten. Das Unglück verlief glimpflich und der Bauer fand seine Kinder und die Tiere unverletzt wieder. Wenige Tage später löste er sein Versprechen ein und errichtete an der Unglücksstelle einen Bildstock.
Nachdem der Bildstock im Laufe der Jahrzehnte zunehmend verwittert war, ließ die Pfarrgemeinde St. Sebastian Reschen um 1885/1886 die heutige Kapelle etwas abseits der Unfallstelle errichten, da sie am ursprünglichen Platz wegen Erdrutschgefahr nicht sicher war. Sie wurde der Mutter Gottes, auch bezeichnet als Unsere Liebe Frau, geweiht und „Unsere Liebe Frau im Valliertegg“ genannt. Darüber hinaus wurde wenige Jahre später ein Kreuzweg vom Ortszentrum zur Kapelle mit einem Höhenunterschied von fast 250 Metern angelegt. Seitdem gehen alljährlich regelmäßige Bitt- und Dankprozessionen entlang des Kreuzweges zur Kapelle. Der Innenraum ist mit Votivbildern als Dankesgabe geschmückt. Besonders beliebt sind die jährlichen Pilgerwanderungen an Silvester, bei denen das Neue Jahr mit Gebet und Gesang in der Stille des Waldes begrüßt wird.

## Baucharakteristik

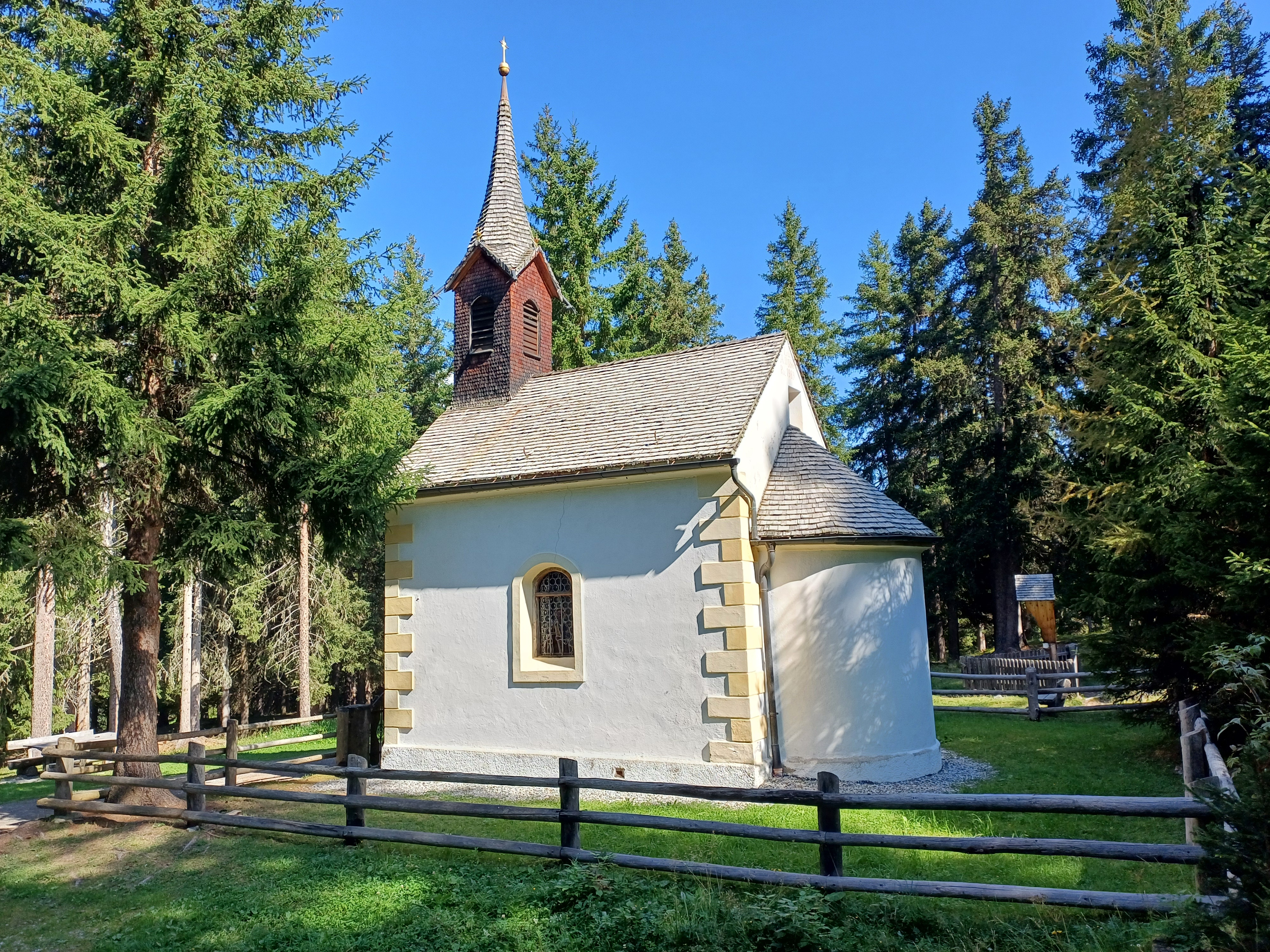
Seitenansicht

Die Kapelle hat einen rechteckigen Grundriss mit einer an der Ostseite vorgebauten kleineren abgerundeten Apsis. Sie ist in romanisierendem Stil aus weiß geschlämmtem Backstein errichtet und wurde an den Gebäudeecken mit Sandsteinblöcken im Zahnschnittmuster verstärkt. Je ein kleines Rundbogenfenster wurde in den beiden Seitenwänden eingelassen. Die Frontseite wird durch eine große rechteckige Türöffnung mit seitlicher Umrahmung aus verziertem Sandstein betont. In ihr befindet sich eine doppelflügelige Holztür mit kleinen glasfreien Luken je Flügel zum Hineinschauen ins Kapelleninnere.
Oberhalb des Eingangsbereichs wurde noch ein rundes Fenster in einem Sandsteinrahmen eingebaut, dessen Fensterglas das Jesuskind im Kreis seiner Familie zeigt. Links vom Eingang gibt es ein weiteres, sehr schmales Rundbogenfenster und rechts ist ein kleiner rautenförmiger hölzerner Bildstock mit einem reliefartigen Jesuskopf an der Fassade angebracht.
Die Kapelle hat ein Satteldach, auf das in der Verlängerung der Eingangsfassade ein schlanker quadratischer Dachreiter mit Spitzhelm aufgesetzt ist. Er dient als Glockenturm und hat allseitig kleine Schallöffnungen mit Lamellen. Unter dem Giebel und oberhalb des Apsisdaches auf der Rückseite der Kapelle sind die Jahresangaben „A.D.1883“ und „R. 1983“ für die Erbauung und die maßgebliche Renovierung aufgetragen.
Im Inneren hat die Kapelle ein Tonnengewölbe. Die weiß getünchten Wände wurden Ende des 19. Jahrhunderts mit ornamentalem Muster, Rank- und Flechtwerk bemalt. Der Altar aus jenen Jahren zeigt eine Darstellung der Maria-Hilf-Madonna.
Letztmalig wurde die Kapelle 1983 grundlegend restauriert und ebenso das Außengelände neu gestaltet. Dort wurde zudem ein großes Holzkreuz aufgestellt, das an einen weiteren Unfall erinnert, der sich 1991 ebenfalls bei der Heuernte am Rande der besagten Valliertschlucht ereignet hatte. Bei diesem Unfall setzte eines von zwei Kindern den Traktor in Gang und die Mutter eilte hinterher, um ihn zu stoppen. Dabei erlitt nur sie leichte Verletzungen, wogegen der Bauer und die beiden Kinder unverletzt blieben.

## Kreuzweg
Der 1895 errichtete Kreuzweg besteht aus 14 steinernen und weiß getünchten Bildstöcken. Auf einem hohen rechteckigen Fuß eines solchen Bildstockes sitzt stets ein etwas größeres und breiteres Bildhäuschen mit Satteldach, in dessen Nische ein Gemälde die Szene der Station zeigt. Ein kleines Metallgitter vor der Nische, in der vereinzelt Kunstblumen aufgestellt sind, bietet einen gewissen Schutz. Einige Bildstöcke mussten im Laufe der Zeit restauriert werden, was jeweils an einer etwas moderneren Ausgestaltung zu erkennen ist. Die erste Station wurde komplett erneuert und in eine Spitzbogennische eines restaurierten Hauses eingefügt. An der Station VI erinnert eine Gedenktafel am Schaft des Bildstocks an den Tod eines Wirtes aus dem Gasthof „Schwarz Adler“ in Reschen.

Kreuzwegstationen (Auswahl)
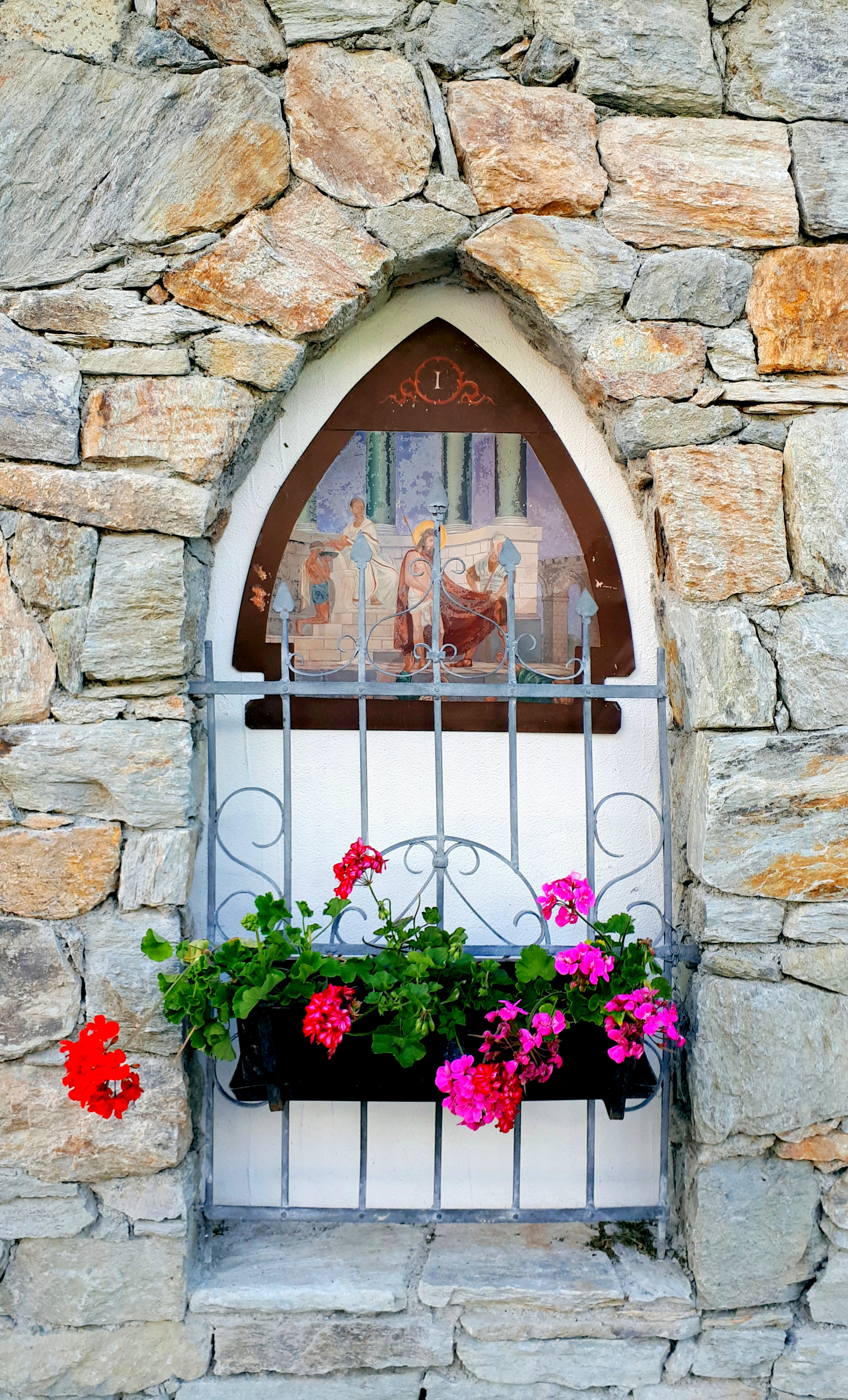
Station I, Neuanlage 2022
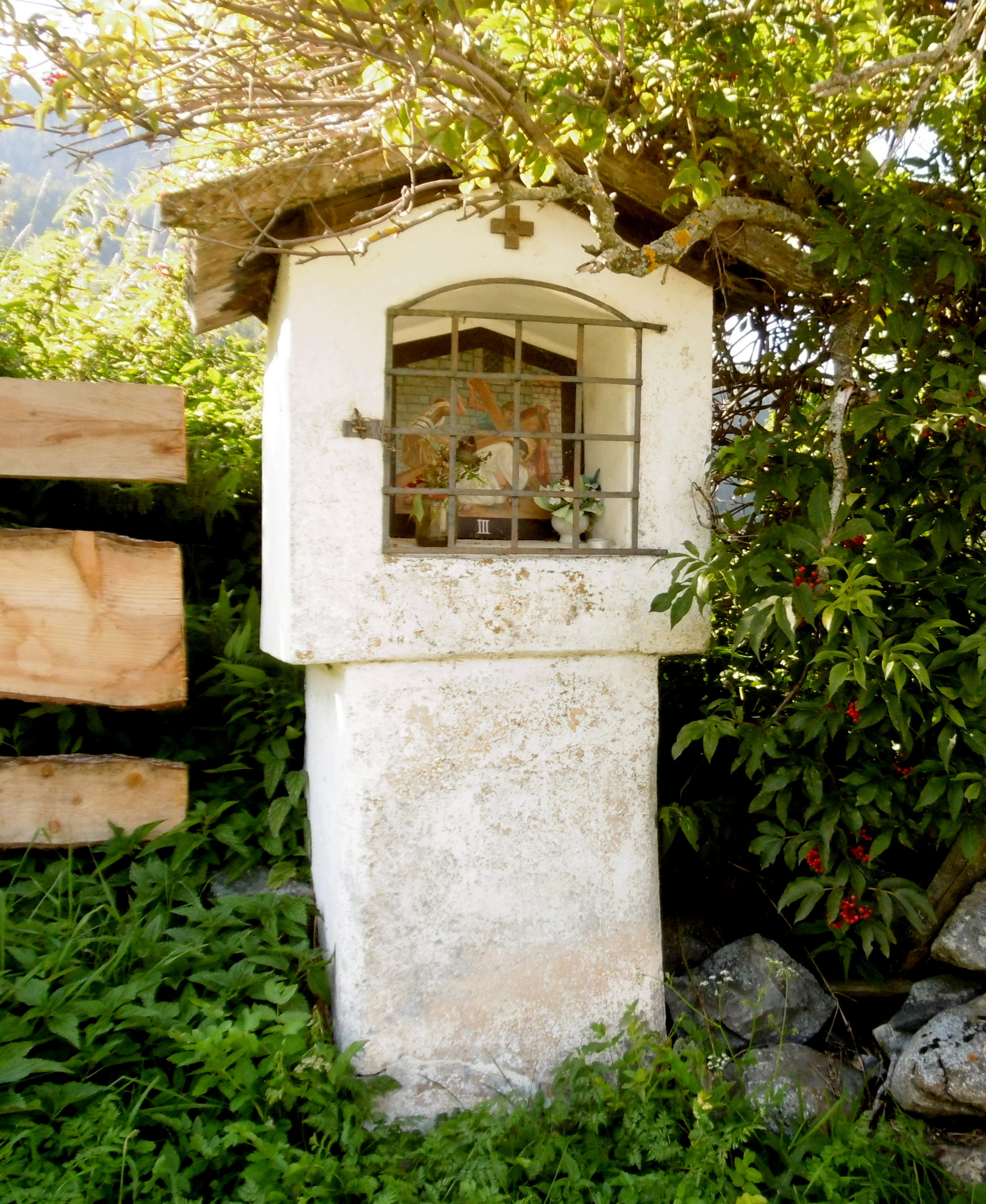
Station III, leicht verwittert und verbogen
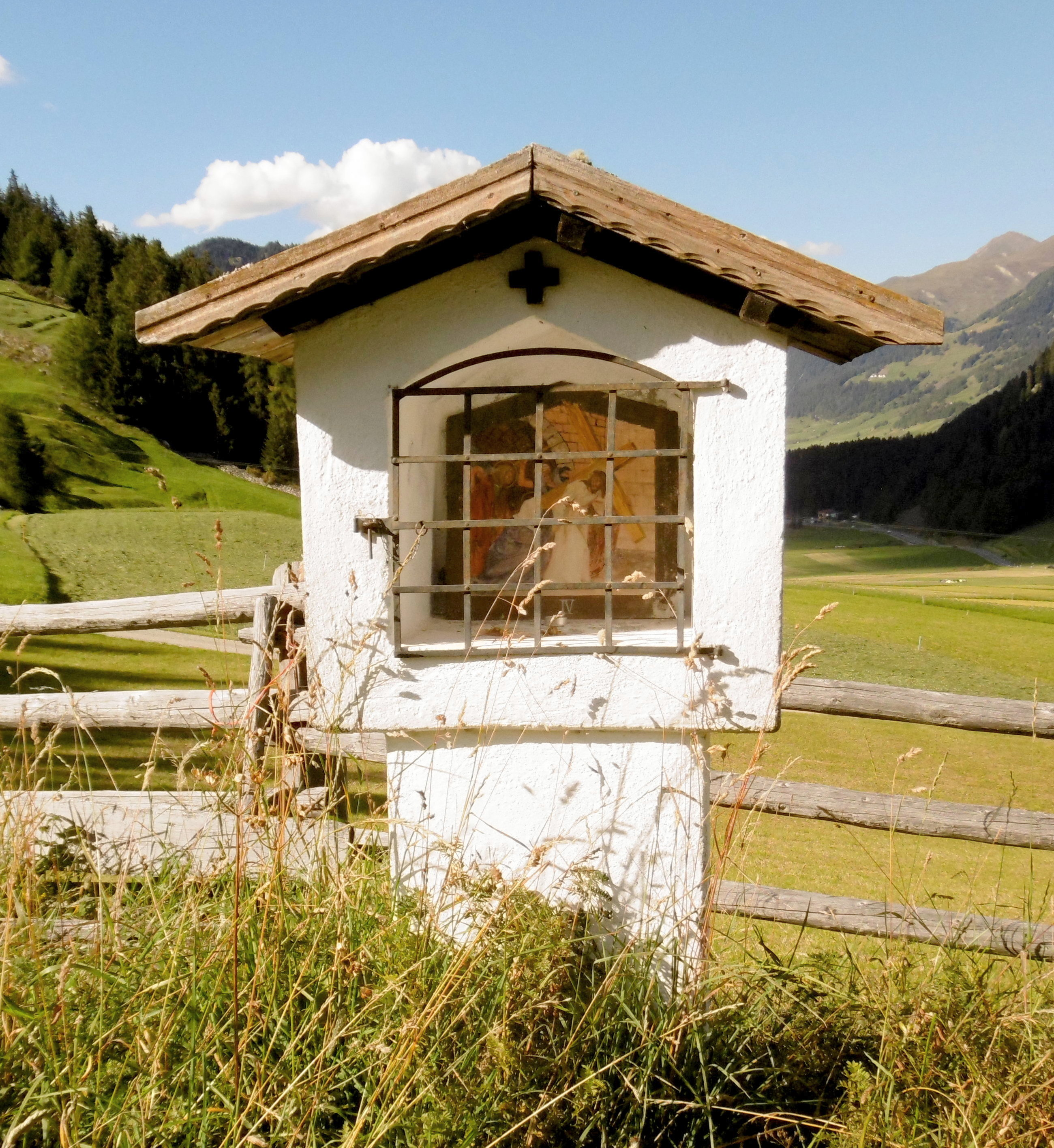
Station IV, restauriert
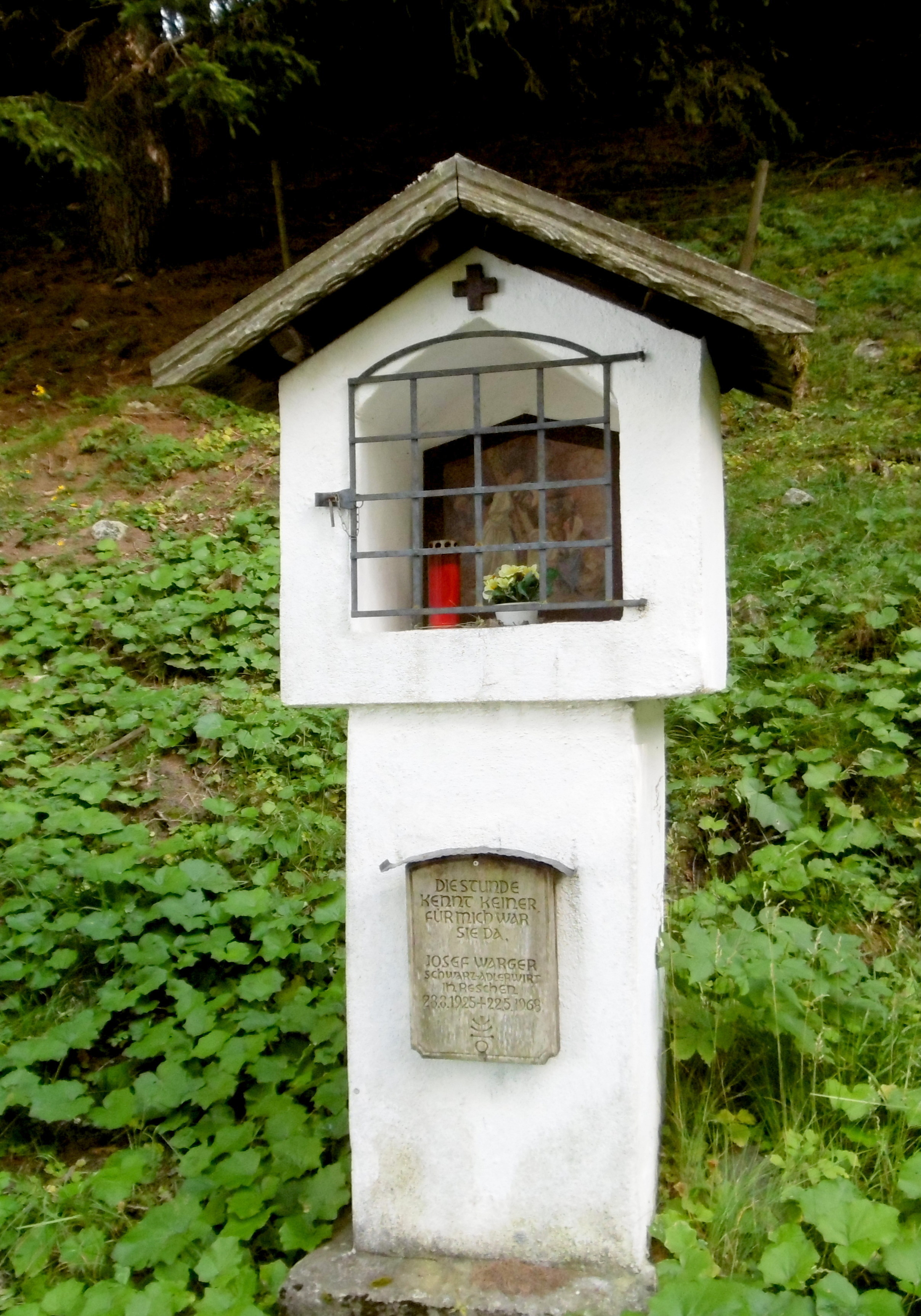
Station VI mit Gedenktafel
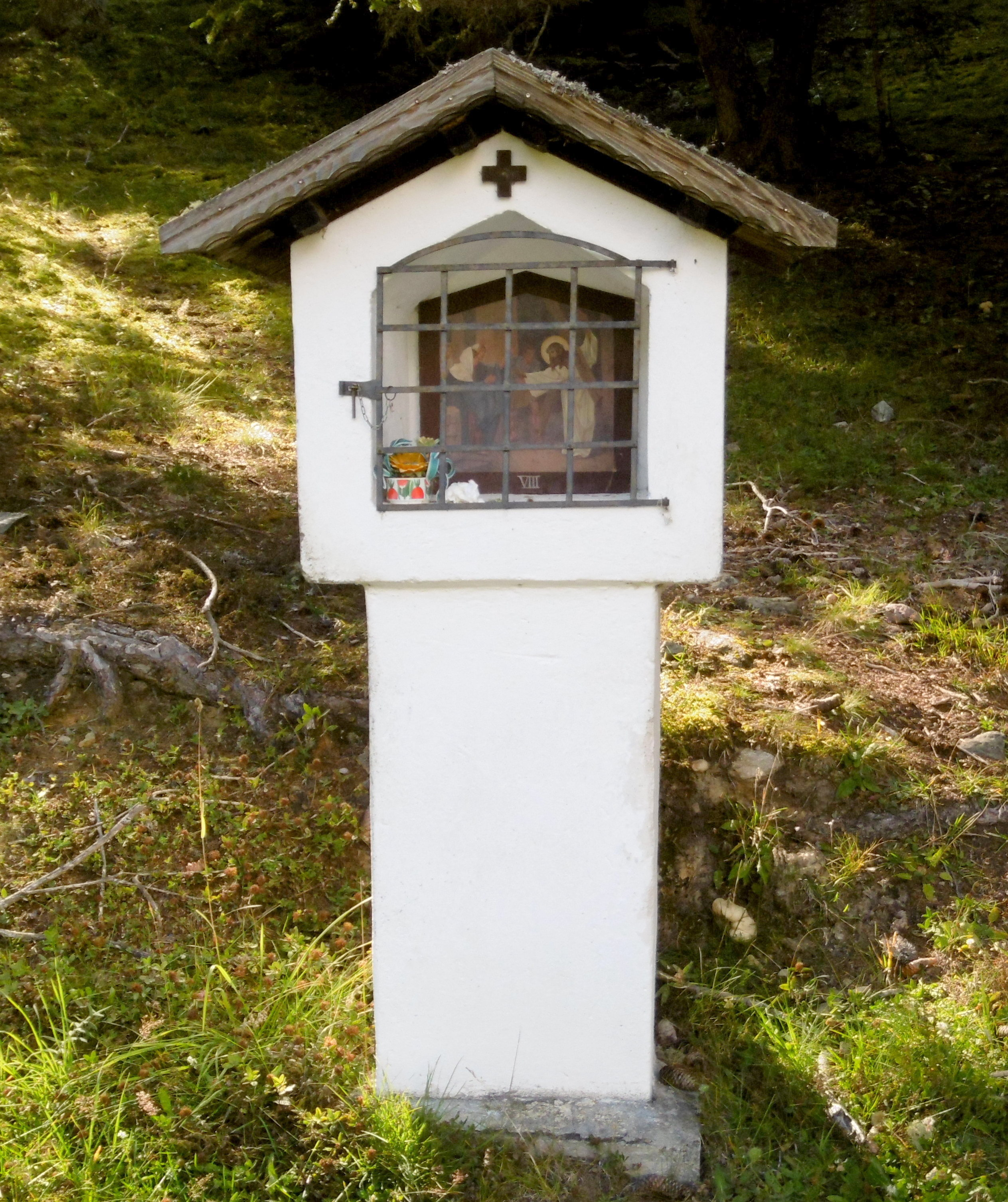
Station VIII, Originalbildstock